# 花蓮勝安宮
23°58′38″N 121°35′04″E / 23.9772518°N 121.5844352°E
花蓮勝安宮、吉安勝安宮，又稱王母娘娘廟，位於台灣花蓮縣吉安鄉，台灣第一座主祀虛空無極天上王母娘娘的廟宇。
原型為一簡陋的茅草屋，最初稱作勝化堂，與花蓮慈惠堂並稱為台灣母娘信仰的發源地。

## 緣起
1948年8月，原居苗栗苑裡的張煙、林金枝夫婦遷至花蓮市郊田埔居住:6，在花蓮市的中央市場結識一名隨國民黨軍撤退的外省青年蘇烈東，並分租一間茅草屋供蘇烈東居住。1949年張煙過世，林金枝因思念丈夫，6月12日適逢張煙同鄉的算命仙「瞎眼添丁」來訪，由於瞎眼添丁粗略通曉「牽亡魂（即觀落陰）」之術，林金枝便延請瞎眼添丁施法，希望知道張煙在冥府的狀況。

### 儀式過程
瞎眼添丁在6月12日晚上十點開壇，一旁觀禮的共有張家三兄弟與外省房客蘇烈東四人，由於自6月12日晚上十點到翌日凌晨三點之間，瞎眼添丁施法念咒皆無任何感應，難耐久候的張氏三兄弟於一旁沉睡，僅蘇烈東仍清醒，忽然之間，蘇烈東似陷入催眠狀態，喃喃自語起來，瞎眼添丁幾經叫喚蘇烈東多次不醒，唯恐鬧人命，竟先行逃走，適逢林再添經過解此困局。林再添為鳳林鎮人士，曾修習過「關亡魂」之術，當下給予蘇烈東服下金紙符籙飲用，蘇烈東立即開口，聲音清亮，乃西王母娘娘初次降世顯靈，驚動張家一家大小以及附近居民，時間正好為6月13日早上六點。:116-117

### 駐蹕花蓮
西王母透過蘇烈東之口顯靈，當地居民則現場透過林再添轉譯而得知西王母諭示：

|  | 因與諸鳳妹雲遊經過，嗅茅屋清香直上九霄，特下凡巡察，感覺福地有緣，決意在此駐蹕一段時日，救世度眾 |

遂開辦「勝化堂」，西王母透過降鸞扶乩，靈驗非常，乃治病救人無數，信眾八方雲集，名聲漸傳。:116-117

## 建築
花蓮勝安宮最初僅為茅草民居，在1953年間已具有廟宇規模，1967年搭建木造廟宇，隨後又有大規模重建工程。現今花蓮勝安宮佔地達6500坪，外觀採中國北方宮殿式的建築，儘管勝安宮為「儒、釋、道」三教共祀的空間，但總體設計、佈局十分講究道教宇宙論，建築中軸位於八卦樓，意寓陰陽五行變化，另外以左右迴廊連結外部擴建的宮殿、樓閣與醮壇等等。
花蓮勝安宮由於廟地遼闊，供奉神明數量亦十分可觀。中殿八卦樓便有無極大寶殿、玉皇殿、三寶殿及開壇濟世場所的勝化堂，主祀神明虛空無極天上王母娘娘，便是恭奉於無極大寶殿中；東側龍廳設有文昌祠與三官殿、西側鳳閣奉有地母娘娘、九天玄女、月下老人、註生娘娘以及太上老君等，北側後殿大悲殿供奉佛教神祇，如三寶佛、觀世音菩薩及彌勒佛尊等。

## 奉祀神祇

### 八卦樓

#### 勝化堂
- 三奶聖賢

#### 無極大寶殿
- 虛空無極天上王母娘娘
- 地母娘娘
- 九天玄女
- 順天聖母
- 太陽星君
- 太陰星君
- 七仙勝賢
- 楊南仙姑

#### 玉皇殿
- 玉皇上帝

#### 金星府
- 太白金星
- 托塔天王
- 招財使者
- 招寶天尊
- 趙元帥

#### 純陽洞
- 孚佑帝君
- 王天君
- 利市仙官
- 納珍天尊
- 馬元帥

#### 三寶殿
- 開基天上王母娘娘金尊

### 龍廳
- 文昌帝君
- 至聖先師
- 東王公
- 三官大帝
- 玄玄上人

### 鳳閣
- 地母至尊
- 九天玄女
- 太上老君
- 月老星君
- 註生娘娘

### 大悲樓
- 觀世音菩薩
- 文殊菩薩
- 普賢菩薩
- 釋迦牟尼佛
- 阿彌陀佛
- 藥師佛
- 十大弟子
- 彌勒尊佛

### 開山堂
- 歷代先賢

## 派系
根據勝安宮廟方說法；王母娘娘降世初期收養51名契子契女，但此51名契子契女意見不一、各有歧議，1950年起台灣王母娘娘信仰分為兩個系統，分別是「勝安宮」系統和「慈惠堂」系統。嗣後，「勝安宮」分得王母金身、「慈惠堂」取得金爐，分頭宣揚西王母娘娘信仰。:116-121
分派後仍同奉「虛空無極瑤池大聖西王母」為主神，但簡稱上，「勝安宮」系統恭稱為「天上王母娘娘」，而「慈惠堂」系統則尊稱「瑤池西王金母」或「金母娘娘」；兩派在道服上顏色亦有差別，前者為黃衫，而後者著青衣。:116-121此外，相對於「勝安宮」系統對
儒釋道採兼容並蓄的態度，「慈惠堂」系統較為側重道教的鸞門科儀。

## 圖輯

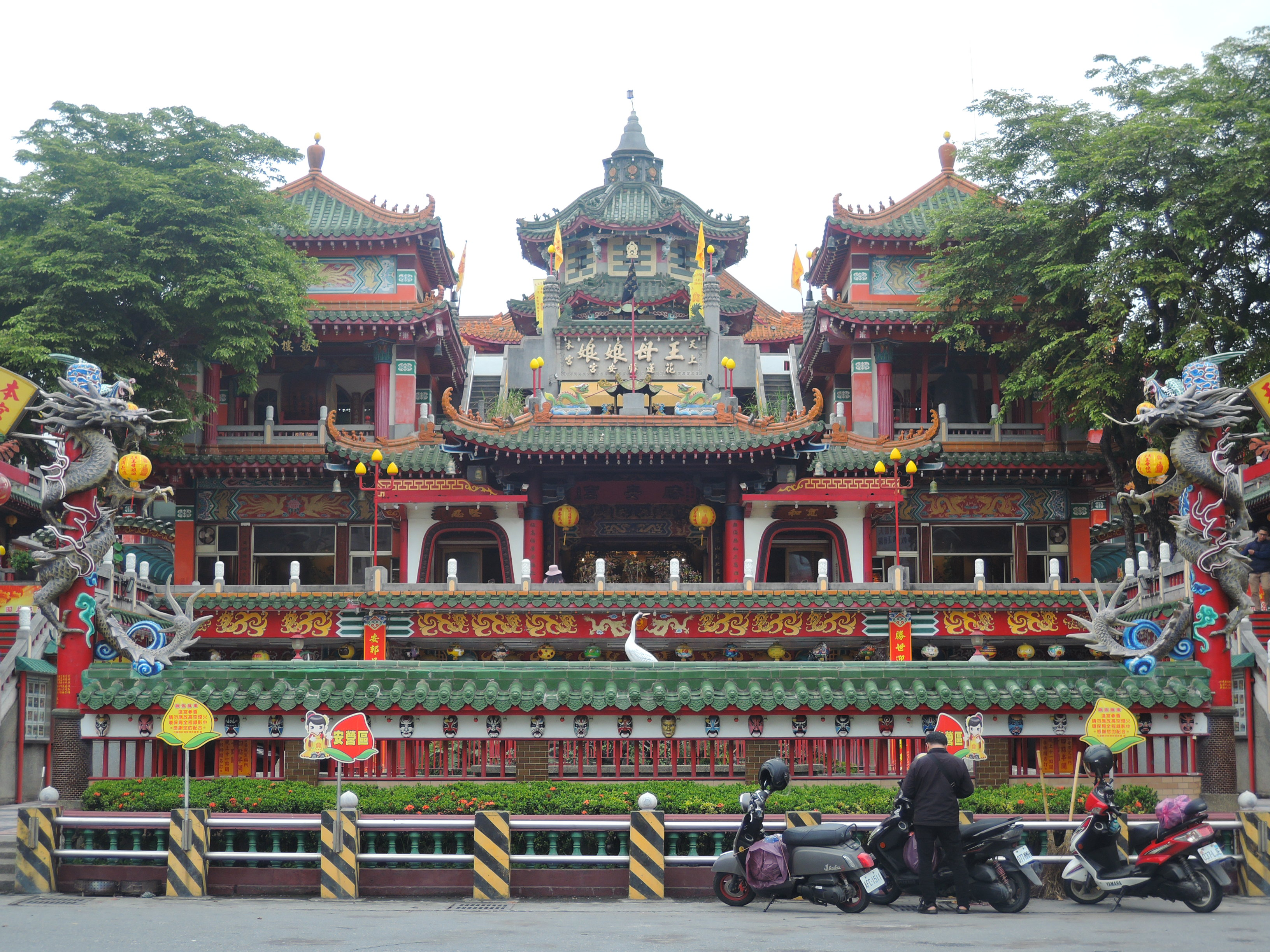
入口瑤池與八卦殿
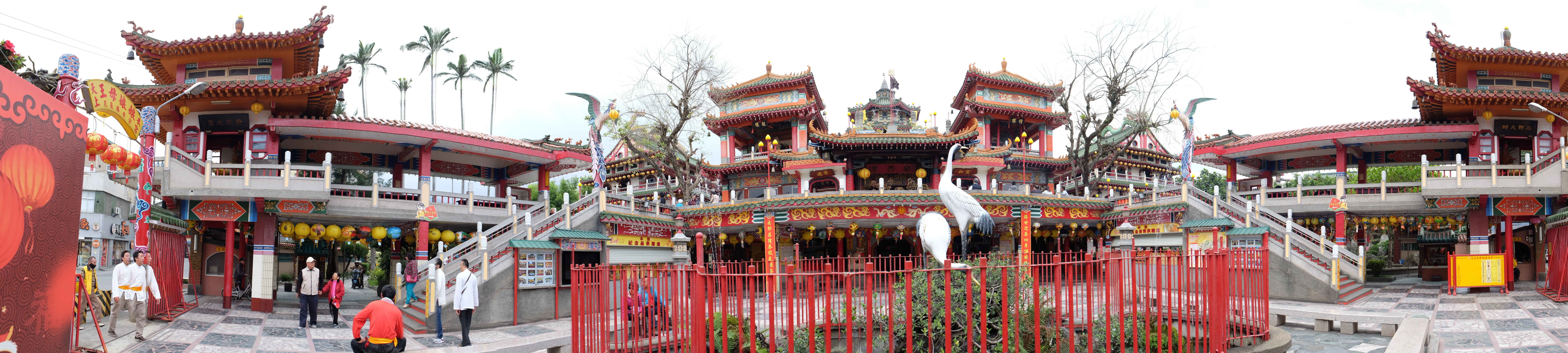
勝安宮
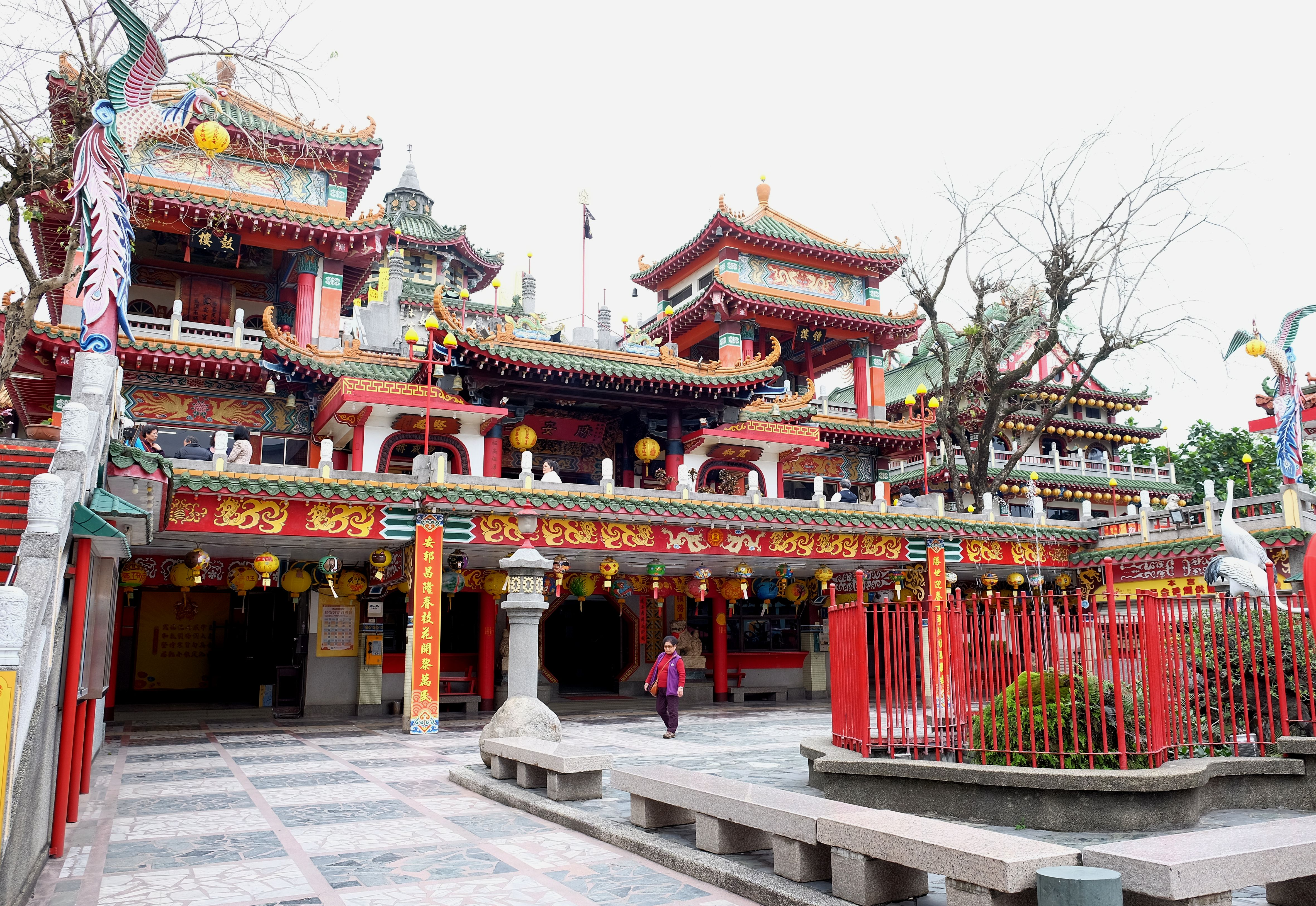
勝安宮一隅
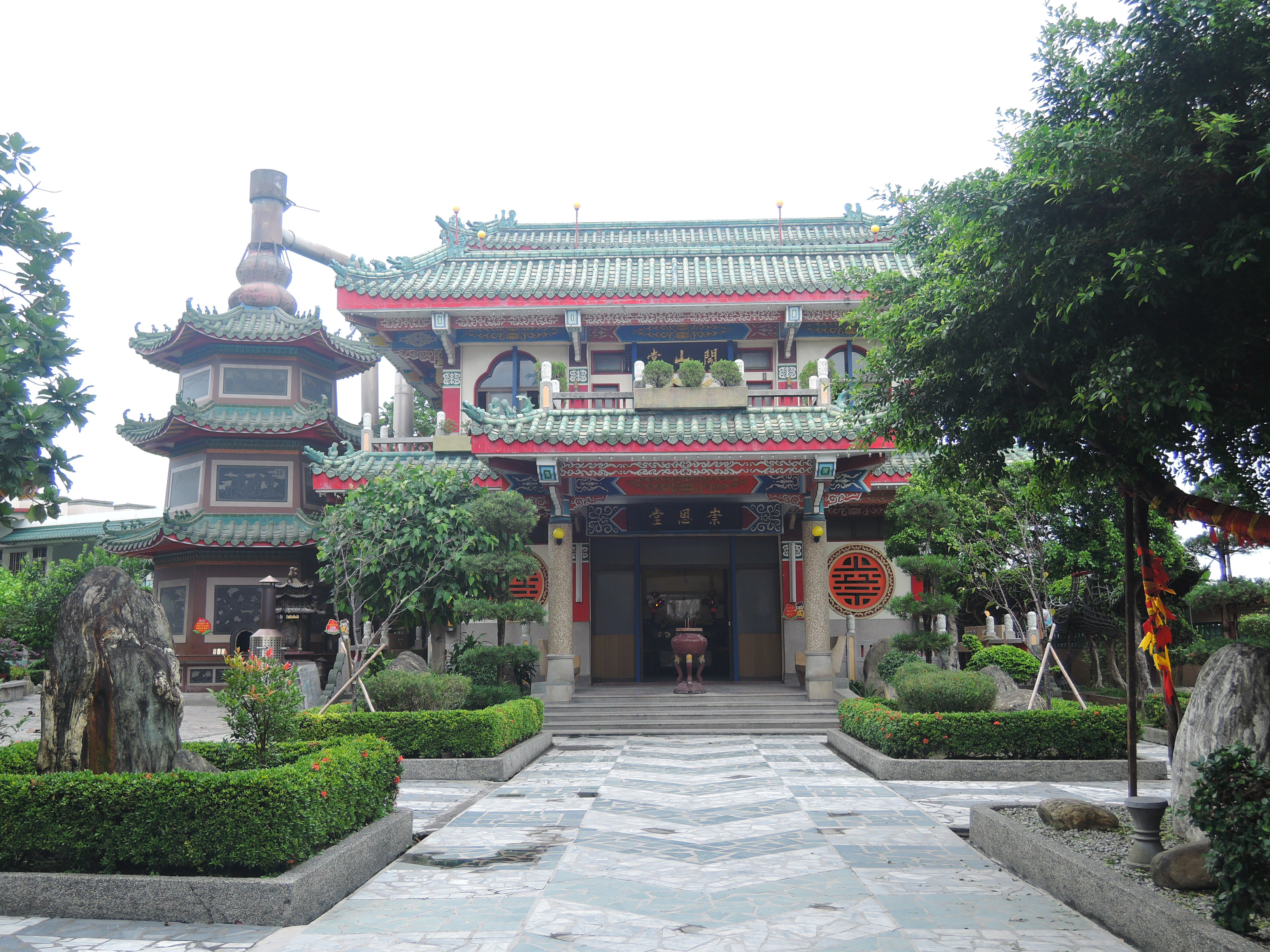
東側開山堂
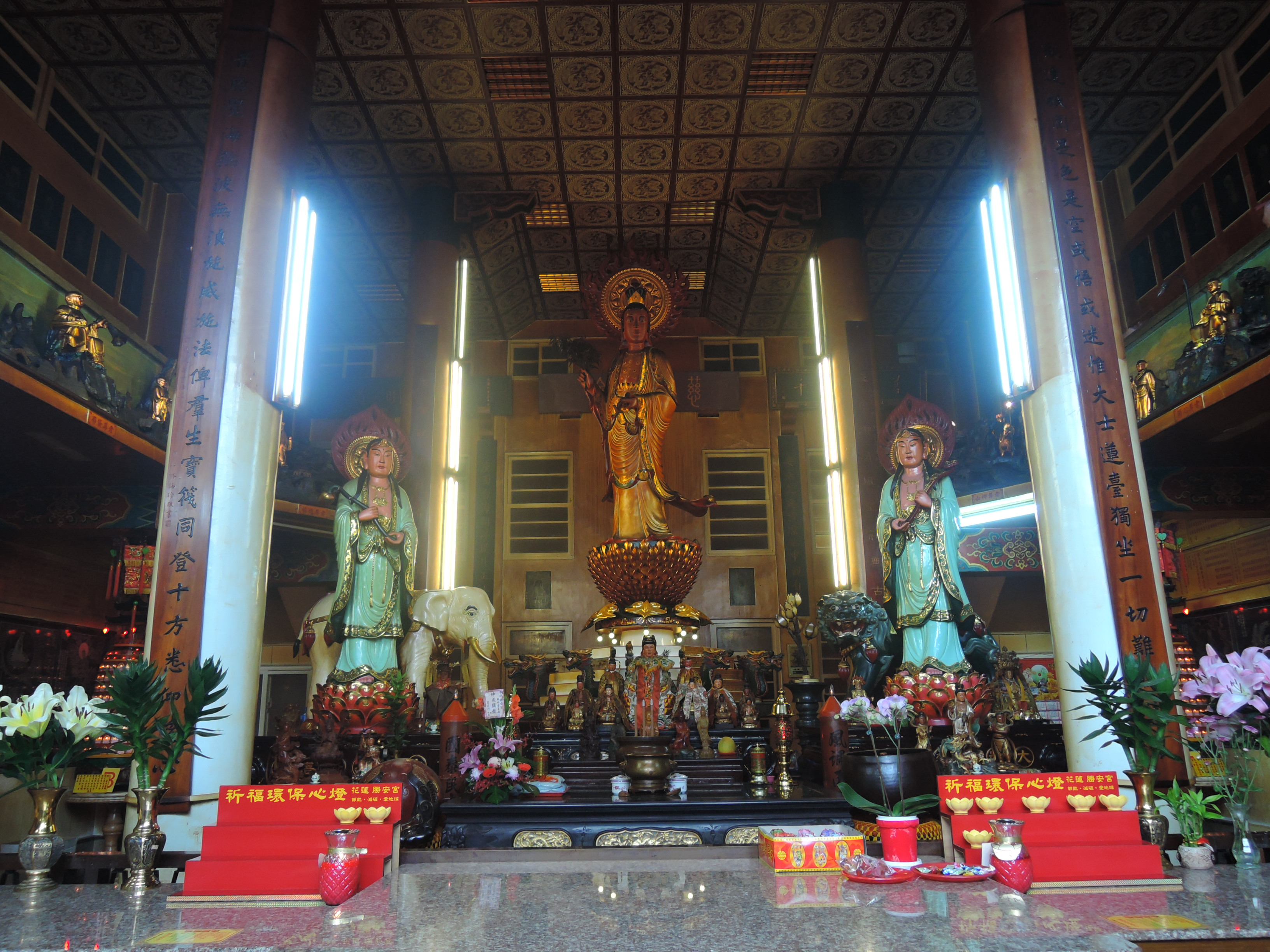
後殿大悲樓
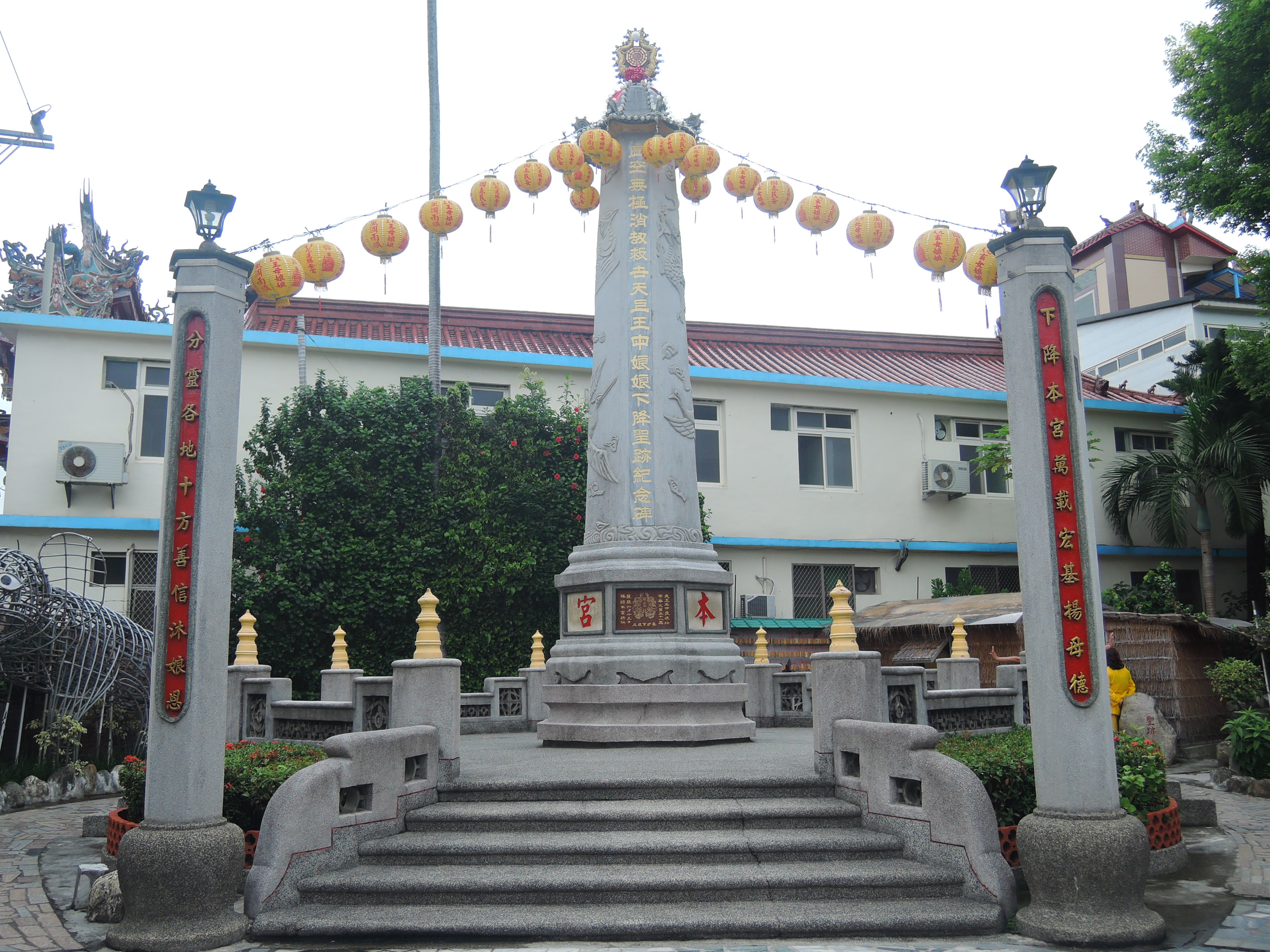
王母娘娘下降聖跡紀念碑
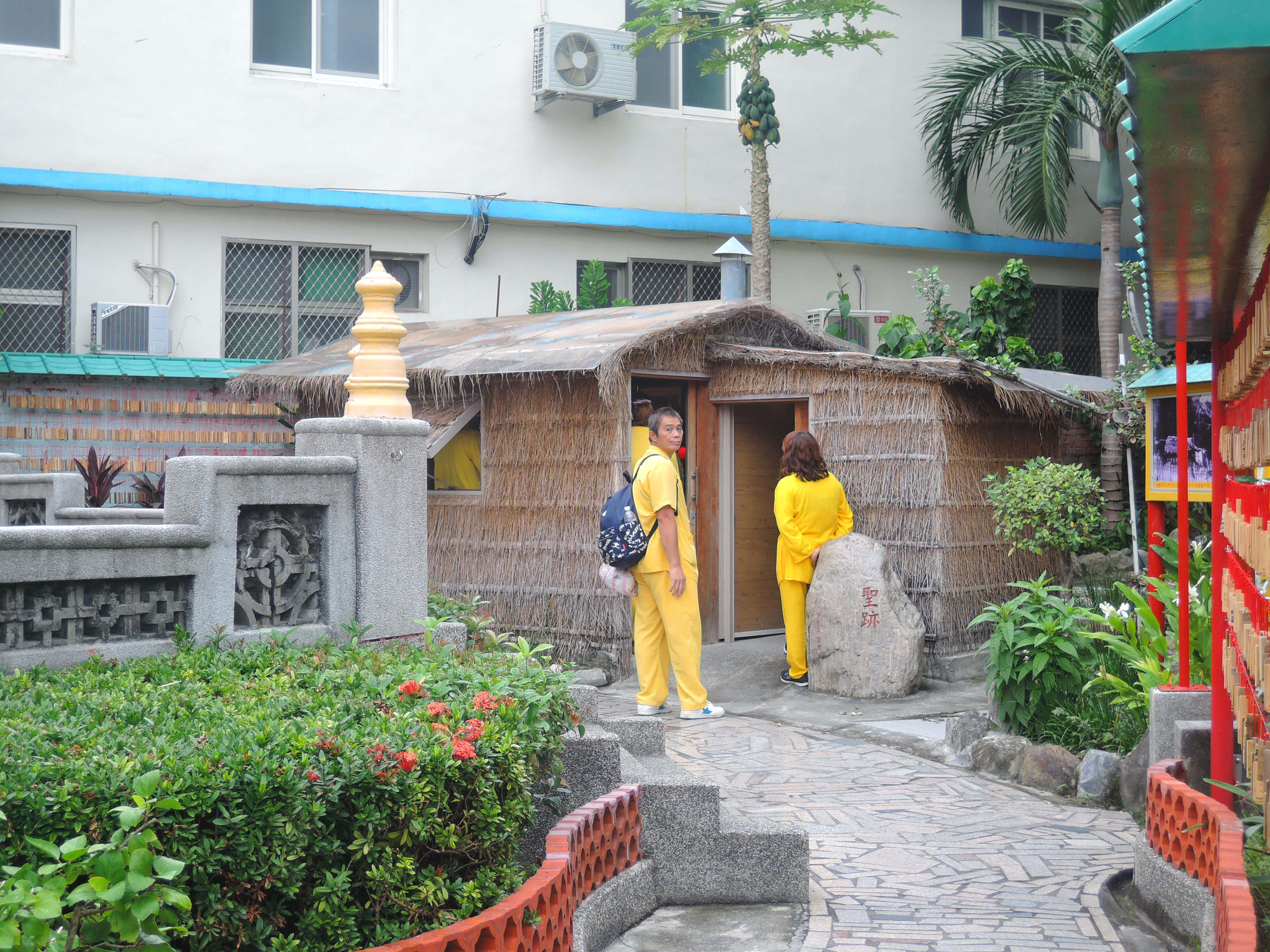
仿蘇烈東起乩所在的茅草屋
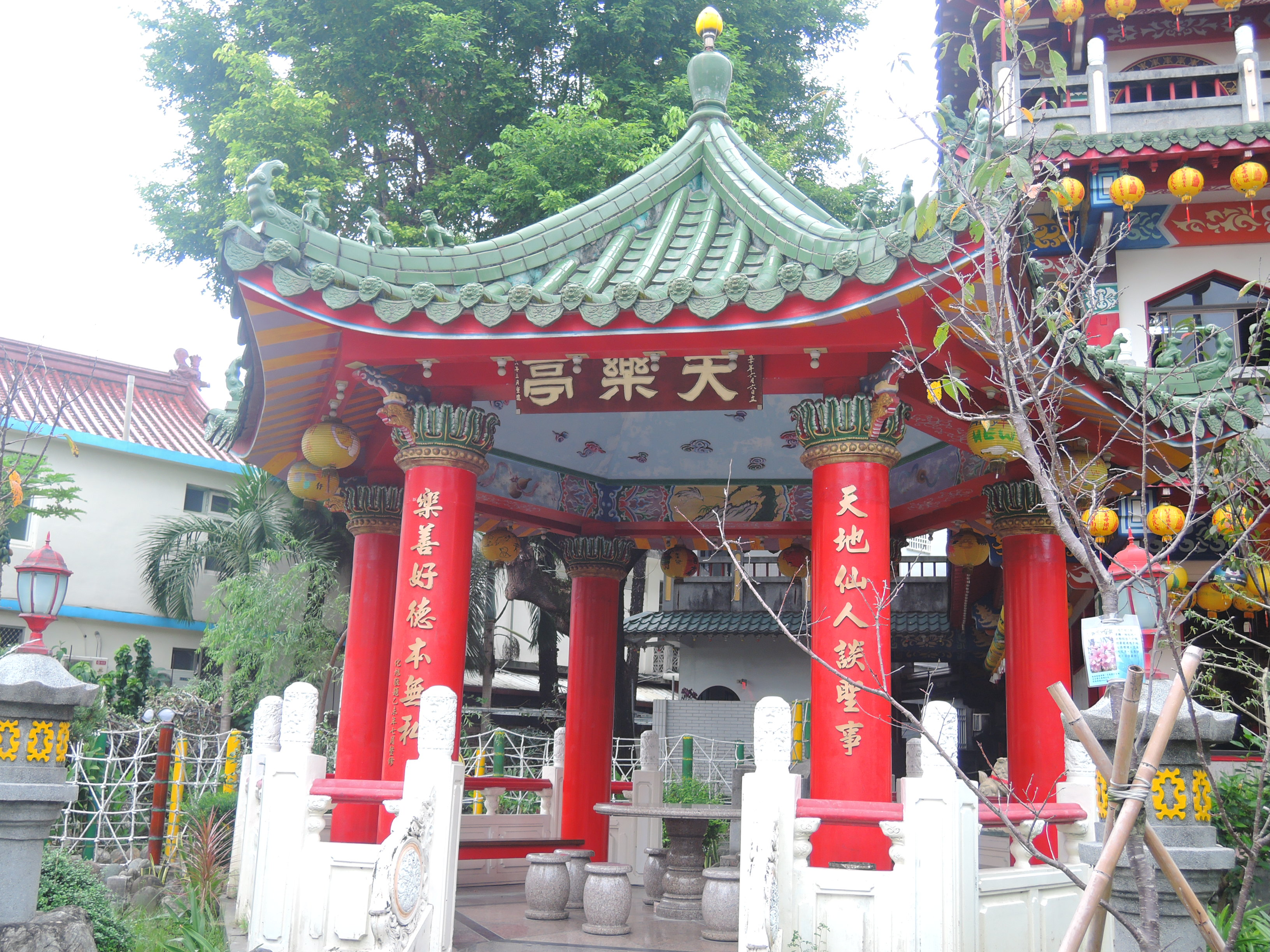
天樂亭
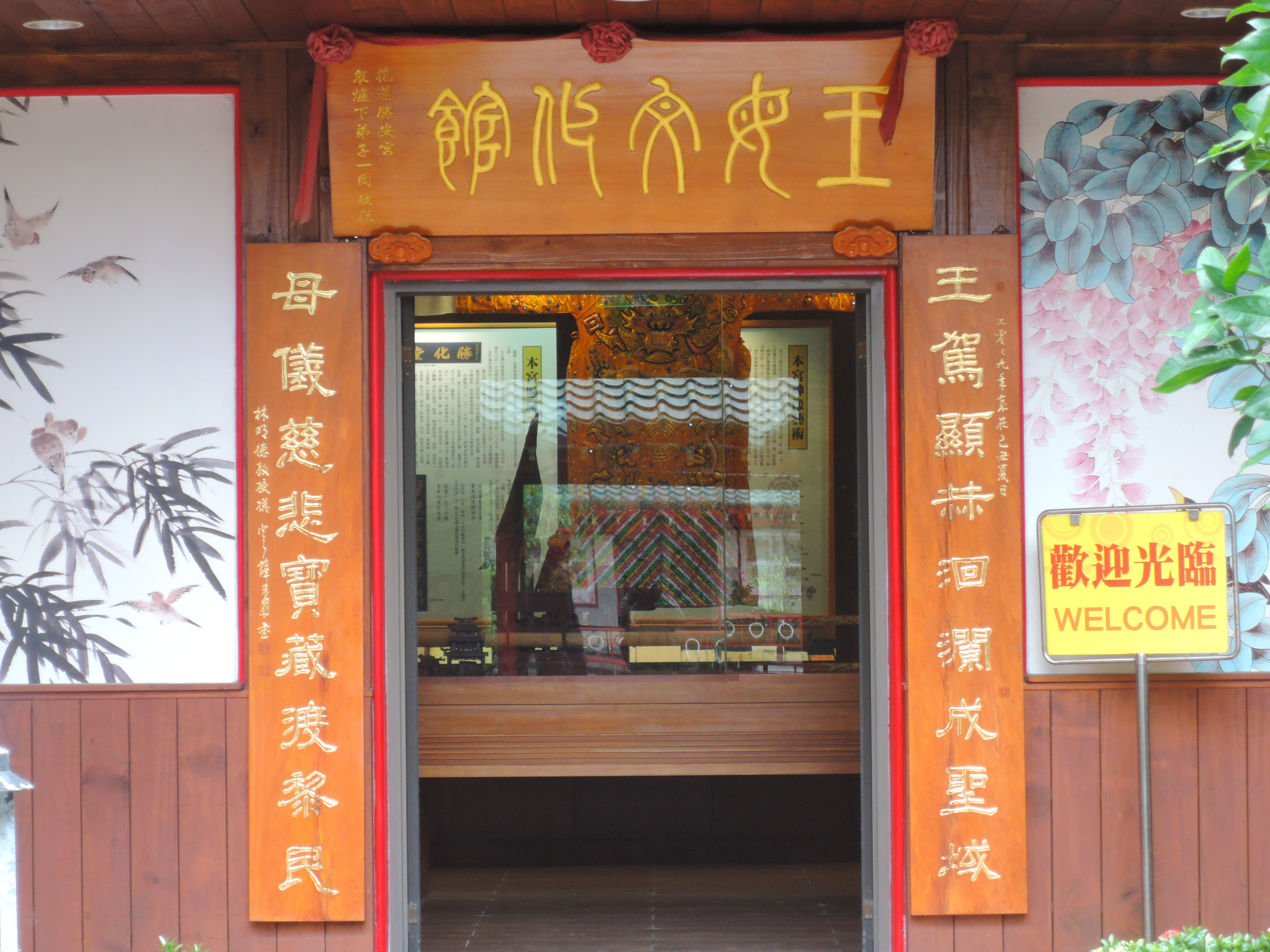
王母文史館

## 外部連結
- 花蓮勝安宮 （页面存档备份，存于）（繁體中文）
- 花蓮勝安宮的Facebook專頁